# نادي برشلونة أتلتيك
نادي برشلونة أتلتيك لكرة القدم (بالكتالونية: Futbol Club Barcelona Atlètic) (سابقاً نادي برشلونة ب حتى موسم 2020-21) هو فريق الرديف لنادي برشلونة الإسباني من مدينة برشلونة في منطقة كتالونيا.
تأسس في عام 1970، في عهد رئيس النادي اوغستي مونتال جونيور نتيجة لاندماج نادي برشلونة الرياضي ونادي كتالونيا اتلتيك في أواخر الستينات.
برشلونة اتلتيك تم انشاؤه للاعبين الشباب الذين يتدربون في الفئات السنية للنادي «الكانتيرا» ليواصلوا تطويرهم، مع لاعبين محترفين في الدرجة الثانية الإسبانية. في عام 1991 تم تغيير الاسم إلى برشلونة ب، وثم تم إعادته للاسم القديم مُجددًا في صيف 2022 إلى نادي برشلونة أتلتيك.
على الرغم من كون الفريق احتياطياً لنادي برشلونة، ولكنه يُعد نادياً محترفاً، حيث يمتلك جميع لاعبيه عقوداً احترافية، ما لم يكونوا مسجلين في فريق الشباب. يرأس النادي حاليًا خوان لابورتا ويدرب فريق كرة القدم لاعب النادي السابق لنادي برشلونة جوليانو بيليتي، ومن هذا الفريق تخرج لاعبين كبار وأساطير إلى الفريق الأول لبرشلونة أمثال جوزيب غوارديولا المدرب السابق للفريق الأول وليونيل ميسي، أندريس إنييستا، تشافي هيرنانديز، فيكتور فالديز، كارليس بويول، تياغو ألكانتارا، بيدرو رودريغيز، جيرارد بيكيه، جيرارد لوبيز ويعتبر ملعب يوهان كرويف الملعب الرسمي للنادي. يلعب النّادي حاليا في الدرجة الرابعة، وبالرغم من أنه نادٍ محترف إلاّ أنه ولكن كونه نادي الرديف لنادي برشلونة لذلك لا يملك حق الصعود إلى الدرجة الأولى من الدوري الإسباني ولا يمكنه المشاركة في كأس ملك إسبانيا.

## اللاعبين

### الفريق الحالي
آخر تحديث 17 سبتمبر 2024. 
أندير أسترالاغا، تريلي، جيرارد مارتن، مامادو مباكي، سيرجي دومينغيز، باو بريم، داني رودريغيز، ليكس جاريدو، دييغو بيركان، أوناي هيرنانديز، فيكتور باربيرا، خوان بييرا، دييغو كوتشين، ألفارو كورتيس، عزيز عيسى، إيدو سانشيز، روبين لوبيز، أوسكار أورينا، راؤول داكوستا، جيلي فرنانديز، نوح دارفيتش، جوان أنايا، أليكسيس أولميدو، إيفان سيدريك، ديفيد أودورو